# 全国大学国語教育学会
全国大学国語教育学会（ぜんこくだいがくこくごきょういくがっかい、英語: Japanese Teaching Society Of Japan）は、日本の学術研究団体の一つ。

## 概要
1950年9月21日設立。学術研究団体としての種別は単独学会。
国語教育の科学的研究および大学の国語教育講座に関する研究をなし、会員相互の連絡をはかることを目的としている。

## 沿革
- 1950年 - 全国大学国語教育学会設立。

## 刊行物

### 国語科教育
- 誌名（和文）：国語科教育
- 誌名（欧文）：-
- 創刊年：1952
- 資料種別：ジャーナル（査読付き論文を含む）
- 使用言語：日本語のみ
- 発行形態：印刷体
- 著作権帰属先：学会
- クリエイティブコモンズ：定めていない
- 購読：有料